# Міжери
Міже́ри (рос. Мижеры, чув. Мишер) — присілок у складі Чебоксарського району Чувашії, Росія. Входить до складу Кшауського сільського поселення.
Населення — 203 особи (2010; 160 у 2002).
Національний склад:
- чуваші — 96 %